# Strada europea E77
La E77 è una strada europea che collega Pskov a Budapest. Come si evince dalla numerazione, si tratta di una strada intermedia con direzione nord-sud.

## Percorso
La E77 è definita con i seguenti capisaldi di itinerario: 
- Pskov;
- Riga;
- Joniškis;
- Šiauliai;
- Tauragė;
- Talpaki;
- Kaliningrad;
- Danzica;
- Elbląg;
- Varsavia;
- Radom;
- Cracovia;
- Trstená;
- Ružomberok;
- Zvolen;
- Budapest.